# 施孤
施饿鬼、施食、放焰口（施焰口）、放蒙山（施蒙山），佛教仪式，後來也被道教吸收採用，称施孤，即施（食）孤魂之略称。佛教认为六道轮回裡的饿鬼道众生十分痛苦，无法饮食，飢餓口渴难耐，因此以慈悲心将饮食佈施给饿鬼，减轻其痛苦。施食饿鬼的法会亦称为施饿鬼会、水陆法会。英文中与Segaki一词对应，其爲日语“施餓鬼”的音译。

## 概论
六道眾生甚多，餓鬼众生遊蕩人間，但因受恶报故，飢渴乏食，痛苦非常，佛教徒秉持慈心，都有佈施餓鬼的習俗。即把食物等佈施给死后堕落饿鬼道的众生的方法。
各地的佛教的作法仪轨各有不同，古時，中國、日本、朝鮮半島的沙門往往讀誦各宗派的經典，如《法華經》、《金剛經》、《華嚴經》、《彌陀經》、《金光明經》或《心經》，並迴向給餓鬼，觀想餓鬼受佛法僧三寶、龍天護法加持，得此冥福，食物由焦炭化為甘露，因而在無邊痛苦中慰樂飽食，重點不是甚麼樣的經咒，而是對眾生的慈悲、念誦的虔誠、冥想的力量，並虔誠相信諸佛願力，使餓鬼脫離苦痛；密宗中有所謂烟供、药供、火供、水供等，不一而足。
而後中国佛教各派系逐漸出現了有系統的施食方法，主要依据经典有《佛说救拔焰口饿鬼陀罗尼经》，《佛說妙色陀羅尼經》，《佛說施餓鬼甘露味大陀羅尼經》等。另外《佛说盂兰盆经》也成爲盂兰盆节施救饿鬼的佛事仪轨之依据。汉传佛教除了放焰口，还有放蒙山、水陆法会的传统，依据来自《蒙山施食仪文》、《水陆仪文》。有知名的「施食七如來」，即多寶如來、寶勝如來、離怖畏如來、妙色身如來、廣博身如來、甘露王如來（阿彌陀如來）、世間廣大威德自在光明如來。

## 由来

### 焰口
《佛說救拔焰口餓鬼陀羅尼經》是关于阿难布施饿鬼的故事。
释迦牟尼佛的十大弟子之一，也是佛的堂弟——阿难尊者，他在安静的地方打坐冥想时，突然现身了一个饿鬼焰口鬼王（又叫面燃大士）。焰口瘦得很厉害，脸上在燃烧（故称“面燃”），喉嚨裡在冒火，头髮凌乱，目光深处透露着飢餓的状态，令人望而生畏。焰口鬼王对阿难说：「你三天后壽命將盡，你会转生成跟我一样难看的饿鬼啊！」阿难惊问：「我该怎么办才能避免苦难呢？」鬼王说：「如果你供養佛法僧三宝，並布施饮食給若干百千恒河沙饿鬼众生以及百千婆羅門仙的话，就可以增壽脱难了。」阿难求救於释迦牟尼佛。佛傳授密咒「無量威德自在光明殊勝妙力陀罗尼」，並说：「在一盘中供上食物，口念这个陀罗尼來加持饮食，那些饮食就会变成无尽的饮食，所有饿鬼吃饱了，使他们摆脱了无数的苦难。」阿难立刻实行，饿鬼们得到饱足，他的寿命也延长了。这个传说就是施饿鬼的起源之一。

### 蒙山施食
蒙山爲四川省雅安的一个山名（而非山東的沂蒙山，也稱蒙山)，传说古时有个外国僧人叫甘露法师，曾经在蒙山上的寺庙作法布施餓鬼，宋代不動法師為此蒐集了顯教、密教儀式，製造了一部《蒙山施食儀軌》超度亡魂。蒙山施食，俗稱「放蒙山」，分大小两种，“小蒙山”在寺庙晚课中举行，“大蒙山”则须由一位僧人主持，念诵内容和小蒙山相仿，只是经咒遍数比小蒙山为多，更加严肃。

### 水陆法会
水陆法会是超度法会的一种。缘起是梁武帝梦见神僧劝谏他打齋供僧，普济六道水陸苦难众生，醒来後在朝上问群臣此梦有何玄义，无人能解。後来宝志禅师从《佛說救拔焰口餓鬼陀羅尼經》中找到了依据，梁武帝与之以《无量威德自在光明如来陀罗尼》施食法为核心，用了三年时间制成水陆法会的仪轨文。仪文成後，梁武帝佛前發願：“若此水陆仪文能资助六道，广渡有情，符合佛法，愿我礼拜後，灯烛不点自明；否则，灯烛晦暗如初。”传说他發願完畢，刚屈身礼拜，殿堂之内顷刻间燈燭自然通明如晝，三拜之後，天降香花，祥瑞之象畢現。由此，梁武帝信心堅定，下令全國推行，水陸法會成爲中國超渡惡道、施食餓鬼的獨有儀式。

### 盂兰盆祭
《盂兰盆经》是关于目連救母的故事。
经中称，释迦牟尼的十大弟子之一——目犍连尊者（简称目连），用神通力找到了去世的母亲，发现她因为生前吝啬贪婪，喜爱宰杀动物烹食，以此恶业，神識落入饿鬼道，饿得瘦骨嶙峋，十分悲惨。目连用神通力供给母亲饮食，但食物入口即化成火炭，无法饮食。目连尊者赶紧问询释迦牟尼佛救母的方法。释迦佛说：「你母亲的業力太重，故淪落饿鬼道，你希望救她的话，在七月十五日，准备丰盛的食品，进行斋僧佈施，迴向給母親。」目连即遵师囑，母亲终離苦得樂。这个传说就是盂兰盆的起源。

### 其他
另外还有一本重要的施食经典叫《佛说施饿鬼甘露味大陀罗尼经》，经中記敘了日月爱菩萨请釋迦佛宣講救护饿鬼道众生的办法，佛陀所說的施食咒和前述相同，但多了“普召请真言”等，还多了很多应用方法。

## 民間施食步骤
佛教寺廟有《蒙山施食儀軌》，以布施餓鬼眾生，但稍繁複，一般居士無力操作，在此介紹《甘露儀軌》、《焰口儀軌》與海濤法師的《綜合儀軌》。茲將簡易的施食步驟開列如下：
1. 时间：最好是日落之後，到尚未日出的这段时间。其他時間也可以，下午優於上午，陰天優於豔陽天。
2. 地点：最好是空旷地帶，也可以选择附近的草地、树底（盡量不要在桃樹、柳樹、石榴樹，此三種樹下通常居有其他鬼神，如不確定，先向此樹作揖，稱:「佛子施食，叨擾失禮」）。如果方便，可直接到空旷、陰涼的地方或者树下，按照仪轨进行。如果无条件，就在屋内做完仪轨，直接到外面把水和小米一起泼出屋外，或倒在树底下。
3. 提前准备一个干净器皿，杯子或者碗等都可以，里面装上简单的七粒飯粒，乃至生的大米或小米，加上幾滴飲用水，超過七粒也可以，亦可隨著條件允許，装上一些白饭、牛奶、麵粉、馒头屑、麵包屑等都可以，必定要使用素食類，不得使用肉類， 以免令眾生起貪瞋癡及慳貪。
4. 念诵《甘露仪轨》或《焰口仪轨》皆可，如在室內或者居住高楼的，可先在屋内把仪轨念完（《佛说救拔焰口饿鬼陀罗尼经》说适合在屋内做仪轨），再到外面找一个有树荫的地方，或者干净且空旷的地方，泼出或者倒出。在屋内开着灯观想佈施饮食遍佈虚空，饿鬼众都吃得很饱足，水化作甘露，讓餓鬼們被烈火焚燒的喉嚨打開而得到滋潤。洒食物的地方最好在陰涼、無人之地，实在找不到，在有人之地潑灑也没有问题。如果不会观想，可以不做观想，就單純地祈禱餓鬼都能獲得食物，飽餐一頓。

### 仪轨
以下簡介三個較知名的儀軌，可以自由选择，熟悉以後亦可改用《綜合儀軌》；《綜合儀軌》亦可先不打手印，熟悉之後也可学习打手印。另外施食咒念得越多越好，不一定是七遍，很多有殊胜感应的人，都是念施食咒成百上千甚至上万次的，付出越多收获越多。

#### 甘露仪轨
- 依《佛说施饿鬼甘露味大陀罗尼经》設計而成。准备好杯或碗之類的乾淨器皿，装好食物，以七粒米為主，生米也可以，熟的飯粒更好，或少許麵粉、餅乾屑、麵包屑也可以，放入器皿內。

- 念《祈请三寶諸聖文》：南无佛陀耶，南无达摩耶，南无僧伽耶（namo buddhaya, namo dharmaya, namo samghaya）。南无本尊释迦牟尼如来，南无安住大地菩萨众，南无一切龙天善神。愿以威神加哀护助，我今召请十方刹土尽虚空界一切六趣饿鬼有情类，以三宝威神力故，悉至我所。（可以改为白話，比如「皈依釋迦牟尼佛，皈依各位佛、菩萨、天龙八部、天地護法神加持保佑，我现在要施食给一切饿鬼，愿他们憑藉佛法僧三寶威力，速速来到我這裏。」）

- 面向東方念《普召请真言》七遍：南无部部帝唎　伽哩哆哩，怛哆誐哆耶（na mo bu bu di li ，qie li duo li，da ta ye duo ye）（观想一切饿鬼都来到我这里，並發起大悲心憐憫餓鬼道）

- 念《开咽喉真言》七遍：（念之前告诉他们，当念开咽喉真言，念完后咽喉就会打开并且感觉清凉，就可以吃到东西了！经文原文：“汝當善聽。我今以此陀罗尼开汝咽喉。施汝清凉柔软快乐。欲令汝等自恣饮食甘露美味。”）唵步步底哩，伽哆哩，怛哆誐哆耶（ong，bu bu di li ，qie duo li ，da ta ye duo ye）(观想一切来的饿鬼咽喉打开，感觉清凉）

- 念《妙色身如來甘露水真言》七遍：南无苏噜婆耶，怛他誐哆耶，怛侄他，唵，苏噜苏噜，钵啰苏噜，钵啰苏噜，娑婆诃（na mo su lu po ye ，da ta ye duo ye ，da zhi ta ，ong ，su lu su lu ，bo la su lu， bo la su lu ，suo po he）(观想甘露水遍十方，饿鬼沾到甘露水，消除一切罪障，变得清凉，无有火烧其身，变得好看，甘露水被饿鬼喝了使饿鬼清凉饱足无渴）
- 念完前面的咒語後要將甘露水撒出戶外，讓水越分散越好，只要一滴落地就可以成十斛的提婆甘露

- 念《变食真言》七遍：南无萨缚怛他誐哆，缚噜枳帝，唵，三跋啰，三跋啰，吽（na mo sa wa ，da ta ye duo ，wa lu zhi di ，ong ，san ba la ，san ba la ，hong）（观想无数食物遍虚空界，饿鬼自恣啖食，吃得饱足，身体安快，无有痛苦）

- 施食完后食物潑灑于净地无人行处。或水池边、大树下。当然也可以把食物和器皿放置在施食的地方一段时间。

#### 焰口仪轨
- 依《佛说救拔焰口饿鬼陀罗尼经》設計而成。这个仪轨更加简单，先備好器皿，器皿中放好七粒以上的米，或其他食物亦可，比照《甘露仪轨》。（若您是要供養佛菩薩，就不用準備施食杯，只要對著供養佛菩薩的供品鮮花等念咒就可以。）

- 念《变食真言》七遍：南无萨缚怛他哦哆，缚噜枳帝，唵，三跋啰，三跋啰，吽（na mo sa wa ，da ta ye duo ，wa lu zhi di ，ong ，san ba la ，san ba la，hong）（观想无数食物遍虚空界，饿鬼自恣啖食，吃得饱足，身体安快，无有痛苦。若供養佛、菩薩等念二十一遍；若供養大自在天、梵天等天人、龍神、道教天神之類者念十四遍；供養地方神者與施食餓鬼同樣念七遍。）

- 称念四如来名号（三循環，每個佛號會唸到三次）：
  - 南无多宝如来（能破一切诸鬼，多生已来，悭吝恶业，即得福德圆满）
  - 南无妙色身如来（能破诸鬼丑陋恶形，即得色相具足。）（观想饿鬼相貌变好）
  - 南无广博身如来（能令诸鬼咽喉宽大，所施之食，恣意充饱）（观想饿鬼咽喉打开）
  - 南无离怖畏如来（能令诸鬼，一切恐怖，悉皆除灭，离饿鬼趣）

- 弹指七遍，取於食器，於净地上，展臂泻之。（若是供養鬼神眾，找個乾淨陰涼處，把杯水往地上灑開。不能灑在「桃樹」「柳樹」或「石榴樹」下，因為這三種樹下個別有其它如鬼子母等鬼族喜歡棲息。若是供養梵天、大自在天、天人或龍族之類等，杯水要倒在乾淨的流水中。若是供養佛菩薩，只要對鮮花供品念咒完後彈指七下即可。）

- 回向。另外施食的时候观想力是比较重要的，观想饿鬼们才能更好地得到利益，观想食物出现，饿鬼们咽喉打开，自恣啖食，吃得饱足，得到解脱。不过如果真的观想不了也可以少作或不作观想，但是心里面一定要有愿一切饿鬼都得到饱足的期望。

- 施食完后也可以适当给他们法施，如告诉他们因为業報的顯現，才要受如此痛苦，告诉他们一定要忏悔，常常随喜别人的善行，有能力也要保护善人、修行人。勸他们三皈依，皈依佛、皈依法、皈依僧，念幾句佛号，使他们种下善根，为将来的解脱种下种子。

#### 綜合儀軌
- 海涛法師依《佛说施饿鬼甘露味大陀罗尼经》、《佛说救拔焰口饿鬼陀罗尼经》等顯教與密宗文獻綜合而成。
- 念七佛号（准备一个杯子，内装七粒米或少许米、水），可以一边口念佛号，一边向水杯中放米。也可以直接对着放好米和水的水杯，直接念七如來寶號：
  - 南无多宝如来、南无宝胜如来、南无妙色身如来、南无广博身如来、南无离怖畏如来、南无阿弥陀如来、南無世間廣大威德自在光明如來。

- 念小供养咒（七遍）：唵阿弥利德吽怕都（ong，a mi li de，hong，pa du）

- 念仪轨召请：“南无佛陀耶、南无达摩耶、南无僧伽耶、南无本尊释迦牟尼如来、南无安住大地菩萨众、南无一切龙天善神，愿以威神加哀护助。我今召请十方刹土，尽虚空界，一切六趣，饿鬼有情类，以三宝威神力故，悉至我所。”

- 《普召请真言》（七遍）（普召请手印：右手举起，拇指+中指捏住，其它手指自然直立，食指随着念诵转动-从上往下看逆时针转动）：南无部部帝唎，伽哩哆哩，怛哆哦哆耶（七遍）（nan mo bu bu di li，qie li duo li　，da ta ye duo ye）（七遍）

- 《解怨结真言》（解怨结手印：十指交叉，左手拇指压右手拇指，再分开，各弹中指，随念诵各做一次）：唵三陀啰伽陀娑婆诃（三遍）（ong，san tuo la　，qie tuo suo po he）（三遍）

- 《開咽喉真言》（开喉手印：拇指+无名指，每念一次，用无名指弹一次水）：唵步步底哩 伽哆哩 怛哆哦哆耶（七遍）（ong，bu bu di li qie duo li，da ta ye duo ye）（七遍）（诵此陀罗尼神咒时，观想诸鬼以此咒力，咽喉息通，猛火息灭，无复痛恼，身心安泰。如施甘露水行者用无明指沾水洒开，令鬼道有情咽喉自开。）

- 《变食真言》（变食手印：右手举起，拇指與中指捏住，其它手指自然直立。）：南无萨缚怛他哦哆 缚噜枳帝  唵三跋啰　三跋啰　吽（七遍）（na mo sa wa da ta ye duo，wa lu zhi di，ong，san ba la，san ba la，hong）。念“三跋啰”时，各点手指3次，念“吽”时，拇指弹食指1次。（诵神咒七遍，泻著树下，观想此食充塞虚空，周遍法界，是时十方一切饿鬼，以陀罗尼威德力故，皆得食喫，亦不变化作脓血，亦无遮禁，自恣啖食，充足饱满，灭饥汤火，身体安乐，无诸痛恼。）

- 《甘露水真言》（妙色身如来手印：右手向上、向前直立）：南无苏噜婆耶怛他哦哆耶，怛侄他，唵苏噜苏噜钵啰苏噜钵啰苏噜娑婆诃（七遍）（na mo su lu po ye,da ta ye duo ye，da zhi ta，ong，su lu su lu，bo la su lu bo la su lu suo po he）。观想每一个手指头出现白色的牛奶，香遍虚空「观想此水咒力加持，清净湛然，周遍法界，令诸饿鬼咽喉自开，法界众生一时皆得甘露饮食，诸鬼神等充足饱满，欢喜无量。」

- 《普供养真言》（念第一遍时，按第四项的手印沾水弹出一滴水）：唵，哦哦曩，三婆缚，伐日啰，斛（三遍）（ong，ye ye nang，san po wa，fa ri la hog）（三遍）

- 《施无遮食真言》（念偈言一遍，咒语七遍，念咒时，右手伸出，手背向下。咒语念完后拇指捏中指三弹指）
  - 早上施食念：法力不思议，慈悲无障碍，七粒遍十方，普施周沙界。唵　度利益莎诃（ong，du li yi suo he）
  - 中午施食念：大鹏金翅鸟，旷野鬼神众，罗刹鬼子母，甘露悉充满。唵　穆帝莎诃（ong，mu di suo he）
  - 晚上施食念：汝等鬼神众，我今施汝供，此食偏十方，一切鬼神共。唵　穆帝陵莎诃（ong，mu di ling suo he）

- 念七如来名号：南无多宝如来、南无宝胜如来、南无妙色身如来、南无广博身如来、南无离怖畏如来、南无阿弥陀如来、南無世間廣大威德自在光明如來。

- 回向偈（也可用早晚课的回向语或其它回向语）：愿以此功德，普及于群生，施者受食者，皆共成佛道。回向两次：
  - 先回向：愿生西方净土中，九品莲花为父母。花开见佛悟无生，不退菩萨为伴侣。可加念心经、往生咒、大悲咒等祝福他们。
  - 二回向：回向累劫冤亲债主、累世宗亲、（如有堕胎婴灵、夭折兒女，也可以说）、曾经杀害过伤害过的一切生命早日往生西方极乐世界，回向身体健康、事业腾飞、家庭幸福、万事如意”，心里默念三遍，结束。（如果你有什么特殊的期望，也可以直接回向）

- 将米与水泼出或倒在树底下，心里想着，米与水变成遍布整个宇宙眾生的食物，眾生得到飽餐，各自歡喜。

## 法师开示
- 印光法师認為俗家弟子可以作施食法：

“在家人念蒙山，有何不可？此係普结孤魂缘者。小则蒙山，中则焰口，大则水陆，同是一事。常结孤魂缘，则常吉祥矣！人不敢念者，意恐招鬼。不知鬼与人混处，无地无鬼，即不招鬼，谁家无鬼乎。鬼比人当多百千倍，人若怕鬼，当积德行善，则鬼便敬而护之。人若做暗昧事，鬼便争相揶揄，故难吉祥。人若知此，虽在暗室，亦不敢起坏念头，况坏事乎。此种鬼，乃善鬼，人来则让开，人去则又遍占其地。若厉鬼发现，则有大不吉祥。放蒙山，若至诚，虽厉鬼，亦当谨遵佛敕，不复为厉。是以凡怨业病，医不能愈者，至诚念佛、念观音，即可速愈，乃怨鬼蒙念佛恩，得生善道而去耳。可知人人面前，常有许多善鬼、或恶鬼。怕鬼之人，当存好心，说好话，行好事，所有之鬼，通成卫护之人矣。此鬼唯恐不多，越多越好，用怕作么？”（文钞续编卷上与陈慧恭居士书）
- 宣化上人也認同俗家弟子作施食法，只是不應該收費。以下内容摘自宣化上人的《金刚棒喝》：

“问：请问法师，我们居士可以放蒙山吗？

宣化上人：居士可以吃饭，出家人也可以吃饭；居士可以穿衣服，出家人也可以穿衣服；居士要睡觉，出家人也要睡觉。衣食住行，出家人所修的，在家人也可以修，不过你不要骗人说：“啊！我在放蒙山。”在那儿装模作样的，向人收供养。居士无论做什么，不可以收供养。居士做佛事，给人念经不可以收钱；做所有的事情都不可以收钱。你若不为了利益自己，你做什么佛事都可以；你若为了利益自己，你做什么佛事也都不可以，因为你还没出家，你就指佛穿衣，赖佛吃饭。”
- 达真堪布也赞同俗家弟子作施食法，认为即使出事也是個人的业报问题，是冤亲债主使然，和那些因施食而来的鬼神没有关系：

有人说，“不能做火施啊！会把那些鬼神招来的，尤其不能在家裏做。若是把那些鬼神都招来了，送不走怎么办？”哪有这样的事？一切都是因缘和合而生，因缘和合而灭。若是机缘到了，躲是躲不掉的。有的人想，“是不是有灾难了？是不是我要到国外、到山上躲一躲呀？”若是机缘真正到了，业力现前的时候，像个洪水一样，谁也拦不住，你跑到喜马拉雅山的山顶上也躲不掉。所以作为一个修行人，能不能稳重一点？不要总是飘忽不定，心慌意乱。若是机缘不到，业力没有显现的时候，不会有事的，你和鬼神一起吃、一起住、一起睡，两个头挨在一起睡也没有事，他伤害不了你。其实那些所谓的鬼神和我们是两个世界的，要来伤害我们的话很难。真正的冤亲债主就在我们身边。

## 各地習俗

### 日本
日本也有盂兰盆节——“お盆”，施饿鬼，是其中的习俗。农历七月十三日晚上，每个家庭迎接死者，农历七月十六日死者送冥府，日本传统会在农历七月十六日举行放河灯的仪式，很是热闹。高知县大丰市还会举行“施饿鬼舟”。施饿鬼舟是无形民俗文化财物，人们在当日大规模地放河灯。

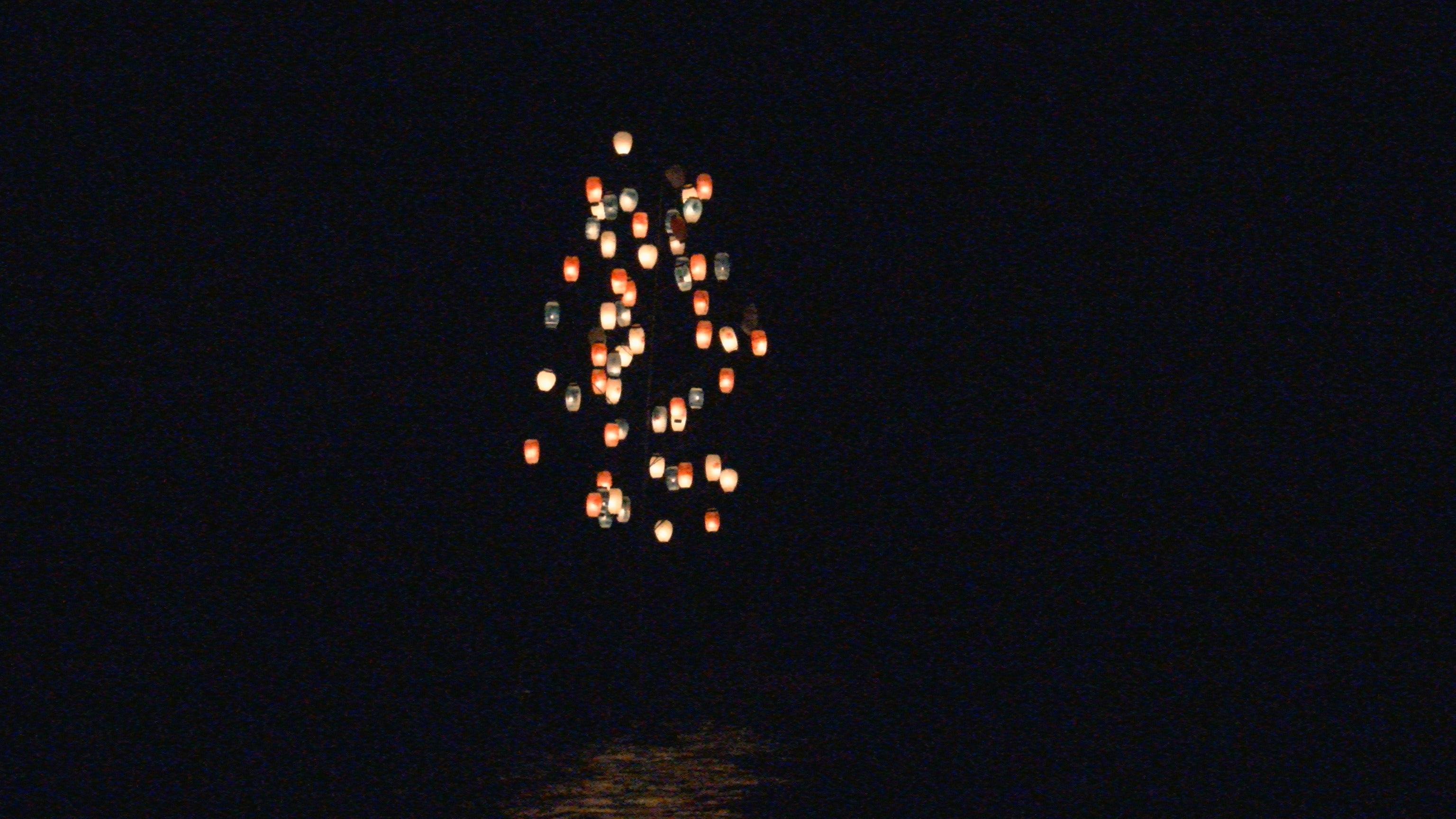
施饿鬼舟，摄於夜裡的吉野川。
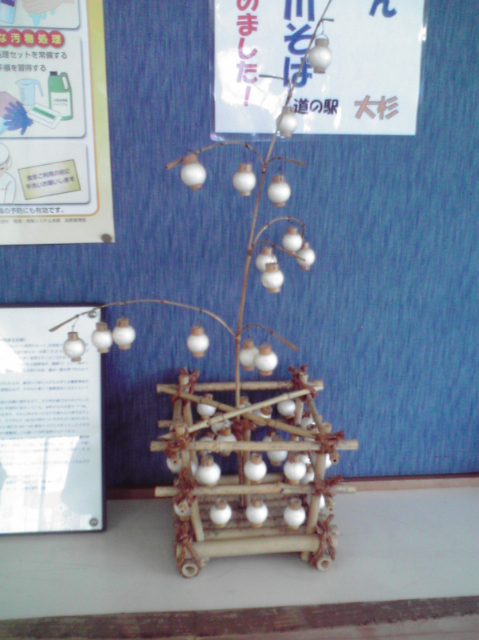
施饿鬼舟的模型